# Торслунд, Дина
Дина Торслунд (дат. Dina Thorslund); 14 октября 1993, Копенгаген, Дания) — датская женщина-боксёр. Чемпионка мира в легчайшей (WBO, 2021—н. в.; WBC, 2023—н. в.) и 2-й легчайшей (WBO, 2018—2021) весовых категориях. Временная чемпионка мира во 2-м легчайшем весе (WBC, 2018).

## Любительская карьера
В апреле 2010 года стала победителем юношеского чемпионата Дании в легчайшем весе (до 57 кг).

## Профессиональная карьера
Тренируется у Томаса Мэдсена.
Дебютировала на профессиональном ринге 28 февраля 2015 года. Одержала победу нокаутом в 1-м раунде.
В январе 2016 года подписала контракт с промоутерской компанией «Sauerland Event».
18 марта 2017 года нокаутировала в 1-м раунде бывшую претендентку на титул чемпионки мира в трёх весовых категориях венгерку Габриэллу Мезеи.
27 октября 2017 года победила бывшую претендентку на титул чемпионки мира в наилегчайшем весе хорватку Невенку Микулич.
10 марта 2018 года встретилась с экс-чемпионкой мира в двух весовых категориях ямайкой Алисией Эшли. На кону стоял вакантный титул временной чемпионки мира во 2-м легчайшем весе по версии WBC. Победила по очкам.

### Чемпионский бой с Хессикой Аррегин Муньос
25 августа 2018 года встретилась с мексиканкой Хессикой Аррегин Муньос. На кону стоял вакантный титул чемпионки мира во 2-м легчайшем весе по версии WBO. Победила по очкам.
19 января 2019 года победила экс-чемпионку мира в двух весовых категориях немку Алесю Граф.
22 июня 2019 года победила австралийку Эйприл Адамс.
26 сентября 2020 года победила бывшую претендентку на титул чемпионки мира в 1-м наилегчайшем весе сербку Нину Радованович.

### Чемпионский бой с Хассет Норьегой
25 июня 2021 года встретилась с мексиканкой Хассет Норьегой в бою за вакантный титул чемпионки мира в легчайшем весе по версии WBO. Победила по очкам.
13 ноября 2021 года нокаутировала в 7-м раунде экс-чемпионку мира во 2-м наилегчайшем весе мексиканку Зулину Муньос.
9 апреля 2022 года победила венесуэлку Ниоркис Каррено.
25 февраля 2023 года нокаутировала в 8-м раунде экс-чемпионку мира в наилегчайшем весе аргентинку Дебору Анаи Лопес.

### Объединительный бой с Юлианой Луной
1 сентября 2023 года встретилась с чемпионкой мира по версии WBC мексиканкой Юлианой Луной. Победила по очкам.
24 февраля 2024 года нокаутировала в 8-м раунде испанку Мэри Ромеро.
25 мая 2024 года победила турчанку Серин Четин.
25 октября 2024 года победила японку Теруми Нуки и защитила титулы.
В марте 2025 года подписала контракт с промоутерской компанией Джейка Пола «Most Valuable Promotions».

## Статистика боёв
В таблице перечислены результаты всех поединков боксёров.
В каждой строке указан результат поединка. Дополнительно номер поединка обозначен цветом, который обозначает итог поединка. Расшифровка обозначений и цветов представлена в нижеследующей таблице.
| Пример | Расшифровка                     |
| ------ | ------------------------------- |
|        | Победа                          |
|        | Ничья                           |
|        | Поражение                       |
|        | Планируемый поединок            |
|        | Поединок признан несостоявшимся |
| КО     | Нокаут                          |
| ТКО    | Технический нокаут              |
| PTS    | Решение судей (по очкам)        |
| UD     | Единогласное решение судей      |
| MD     | Решение большинства судей       |
| SD     | Раздельное решение судей        |
| RTD    | Отказ от продолжения боя        |
| DQ     | Дисквалификация                 |
| NC     | Поединок признан несостоявшимся |

| Бой | Дата             | Соперник                        | Место проведения                                 | Результат | Примечание |
| --- | ---------------- | ------------------------------- | ------------------------------------------------ | --------- | --- |
| 23  | 25 октября 2024  | Теруми Нуки (15-5)              | Gråkjær Arena, Хольстебро, Дания                 | UD10 (10) | Защитила титулы чемпионки мира в легчайшем весе по версиям WBC (3-я защита Торслунд) и WBO (7-я защита Торслунд). Счёт: 99-91 (все).                   |
| 22  | 25 мая 2024      | Серен Четин (11-0)              | Роял Арена, Копенгаген, Дания                    | UD10 (10) | Защитила титулы чемпионки мира в легчайшем весе по версиям WBC (2-я защита Торслунд) и WBO (6-я защита Торслунд). Счёт: 99-91 и 100-90 (дважды).       |
| 21  | 24 февраля 2024  | Мэри Ромеро (9-4)               | Роял Арена, Копенгаген, Дания                    | TKO8 (10) | Защитила титулы чемпионки мира в легчайшем весе по версиям WBC (1-я защита Торслунд) и WBO (5-я защита Торслунд).                                      |
| 20  | 1 сентября 2023  | Юлиан Луна (25-3-1)             | Gråkjær Arena, Хольстебро, Дания                 | UD10 (10) | Защитила титул чемпионки мира в легчайшем весе по версии WBO (4-я защита Торслунд) и завоевала титул WBC (3-я защита Луны). Счёт: 99-91, 98-92, 97-93. |
| 19  | 25 февраля 2023  | Дебора Анаи Лопес (20-1-1)      | Gråkjær Arena, Хольстебро, Дания                 | TKO8 (10) | Защитила титул чемпионки мира в легчайшем весе по версии WBO (3-я защита Торслунд).                                                                    |
| 18  | 9 апреля 2022    | Ниоркис Каррено (22-2)          | Gråkjær Arena, Хольстебро, Дания                 | UD10 (10) | Защитила титул чемпионки мира в легчайшем весе по версии WBO (2-я защита Торслунд). Счёт: 100-90 и 99-91 (дважды).                                     |
| 17  | 13 ноября 2021   | Зулина Муньос (53-3-2)          | Kolding Hallen, Коллинг, Дания                   | KO7 (10)  | Защитила титул чемпионки мира в легчайшем весе по версии WBO (1-я защита Торслунд).                                                                    |
| 16  | 25 июня 2021     | Хассет Норьега (14-3)           | Struer Arena, Струэр, Дания                      | UD10 (10) | Вакантный титул чемпионки мира в легчайшем весе по версии WBO. Счёт: 99-90 (все).                                                                      |
| 15  | 26 сентября 2020 | Нина Радованович (14-3)         | Struer Arena, Струэр, Дания                      | UD10 (10) | Чемпионка мира во 2-м легчайшем весе по версии WBO (3-я защита Торслунд). Счёт: 100-90 и 100-89 (дважды).                                              |
| 14  | 22 июня 2019     | Эйприл Адамс (11-1-1)           | Forum, Хорсенс, Дания                            | UD10 (10) | Чемпионка мира во 2-м легчайшем весе по версии WBO (2-я защита Торслунд). Счёт: 100-90 (все).                                                          |
| 13  | 19 января 2019   | Алеся Граф (29-7-0)             | Struer Arena, Струэр, Дания                      | UD10 (10) | Чемпионка мира во 2-м легчайшем весе по версии WBO (1-я защита Торслунд). Счёт: 99-91 и 100-90 (дважды).                                               |
| 12  | 25 августа 2018  | Хессика Аррегин Муньос (17-1-1) | Struer Arena, Струэр, Дания                      | UD10 (10) | Вакантный титул чемпионки мира во 2-м легчайшем весе по версии WBO. Счёт: 99-91 и 100-90 (дважды).                                                     |
| 11  | 10 марта 2018    | Алисия Эшли (24-11-1)           | Struer Arena, Струэр, Дания                      | UD10 (10) | Вакантный титул временной чемпионки мира во 2-м легчайшем весе по версии WBC. Счёт: 97-93 и 96-94 (дважды).                                            |
| 10  | 27 октября 2017  | Невенка Микулич (7-9-1)         | Sport and Congress Center, Шверин, Германия      | UD8 (8)   | Счёт: 80-72 (все). |
| 9   | 18 марта 2017    | Габриэлла Мезеи (8-7-2)         | Ceres Arena, Орхус, Дания                        | KO1 (10)  | Вакантный титул EBU European во 2-м легчайшем весе. |
| 8   | 21 января 2017   | Ксения Жорняк (7-1-0)           | Struer Arena, Струэр, Дания                      | UD10 (10) | Вакантный титул WBC Youth во 2-м легчайшем весе. Счёт: 100-90 (все).                                                                                   |
| 7   | 15 октября 2016  | Оксана Романова (9-17-1)        | Arena Nord, Фредериксхавн, Дания                 | TKO7 (10) | |
| 6   | 19 марта 2016    | Сопио Путкарадзе (8-5-3)        | MusikTeatret, Альбертслунн, Дания                | KO1 (8)   | |
| 5   | 12 декабря 2015  | Ясмина Над (5-11-2)             | Brondby Hallen, Брондбю, Дания                   | UD6 (6)   | Счёт: 60-52 и 60-53 (дважды). |
| 4   | 31 октября 2015  | Данута Кручек (0-2-0)           | Universum Gym, Гамбург, Германия                 | TKO1 (4)  | |
| 3   | 29 мая 2015      | Ясна Курчин (1-3-0)             | The Black Box, Хольстебро, Дания                 | TKO1 (6)  | |
| 2   | 25 апреля 2015   | Бояна Либишевская (0-5-0)       | Hornslet Idraets & Kulturcenter, Хорнслет, Дания | UD6 (6)   | Счёт: 60-52 (все). |
| 1   | 28 февраля 2015  | Петра Подрашка (дебют)          | Boxsporthalle Braamkamp, Гамбург, Германия       | TKO1 (4)  | |
| Бой | Дата             | Соперник                        | Место проведения                                 | Результат | Примечание |

## Титулы и достижения

### Любительские
- 2010  Победительница юношеского чемпионата Дании в легчайшем весе (до 57 кг).

### Профессиональные

#### Региональные и второстепенные
- Титул WBC Youth во 2-м легчайшем весе (2017).
- Титул EBU European во 2-м легчайшем весе (2017).
- Временная чемпионка мира во 2-м легчайшем весе по версии WBC (2018).

#### Мировые
- Чемпионка мира во 2-м легчайшем весе по версии WBO (2018—2021).
- Чемпионка мира в легчайшем весе по версии WBO (2021—н. в.).
- Чемпионка мира в легчайшем весе по версии WBC (2023—н. в.).